# Walcott (Iowa)
Walcott è una città degli Stati Uniti d'America, situata nello Stato dell'Iowa, nella contea di Scott e in parte nella contea di Muscatine.